# Jupp Heynckes
Josef « Jupp » Heynckes, né le 9 mai 1945 à Mönchengladbach, est un footballeur international allemand, devenu entraîneur. En tant que joueur, il a joué la majorité de sa carrière en tant qu'attaquant au Borussia Mönchengladbach durant les années 1960 et 1970. Il y a gagné de nombreux championnats, la DFB-Pokal, ainsi que la Coupe de l'UEFA. Il est encore aujourd'hui le quatrième meilleur buteur de l'histoire de la Bundesliga avec 220 buts.
Il a été membre de l'Equipe d'Allemagne de l'Ouest qui remporte le Championnat d'Europe de 1972 et la Coupe du Monde de 1974.
En tant qu’entraîneur, il remporte quatre titres de Bundesliga avec le Bayern Munich et deux Ligue des Champions de l'UEFA (avec le Real Madrid en 1997-1998 et avec le Bayern Munich en 2012-2013).

## Carrière de joueur

### En club
Heynckes a joué 369 matchs du Championnat Allemand, avec un total de 220 buts inscrits. Il est le quatrième meilleur buteur de l'histoire de la compétition, devancé par Gerd Müller (365 buts), Robert Lewandowski (284 buts) et Klaus Fischer (268 buts).
Après avoir joué en jeunes dans le club amateur de Grün-Weiß Holt, Jupp Heynckes commence sa carrière professionnelle en 1964 au Borussia Mönchengladbach qui était alors en seconde division. En 1965, le club entrainé par Hennes Weisweiler monte en première division, et il inscrit 23 buts en 25 matchs.
En août 1965, Heynckes marche ses deux premiers buts en Bundesliga face au SC Tasmania 1900 Berlin. En deux saisons au Borussia, il marque 27 buts en Bundesliga avant de rejoindre Hannover 96 pour trois années durant lesquels il inscrit 25 buts en 86 matchs de ligue.
Il retourne au Borussia Mönchengladbach en 1970 alors que le club vient de gagner son premier titre de Bundesliga de son histoire. Le club devient le premier à garder son titre l'année suivante (1970-1971), avec Heynckes qui inscrit 19 buts en 33 matchs.
Pendant la Coupe des Clubs Champions européens 1971-1972, il marque un extraordinaire doublé lors de la victoire 7-1 contre les Italiens de l'Inter Milan. Cependant, l'attaquant de l'Inter Milan, Roberto Boninsegna, fut touché par une canette de bière et l'UEFA ordonna de rejouer le match (aller) à Berlin après le match à Milan (4-2), mais cette fois les Allemands furent tenus en échec (0-0) et éliminés.
En 1973, en Coupe UEFA, après avoir éliminé le club néerlandais Twente 5-1 (score cumulé) en demi finale, le Borussia Mönchengladbach devient le premier club allemand à atteindre une demi-finale de coupe européenne. Ils perdent le match aller contre Liverpool 3-1 à Anfield, avec un penalty d'Heynckes arrêté par Ray Clemence, privant son équipe d'un but décisif à l'extérieur. Il marque un doublé au retour à domicile (victoire 2-0), mais cela n'est pas suffisant pour gagner au score cumulé : Liverpool l'emporte 3-2. Avec 12 buts dans la compétition, il rejoint les meilleurs buteurs de la compétition.
Le club remporte la finale DFB-Pokal 1973-1974 au Rheinstadion de Düsseldorf à la fin de la saison 1973-1974. C'est également pendant cette saison qu'il rejoint Gerd Müller en tant que meilleur buteur de Bundesliga avec 30 buts. Son Mönchengladbach termine deuxième derrière le Bayern de Müller qui remporte son troisième titre consécutif.  Il est également le meilleur buteur de Coupe d'Europe des Vainqueurs de Coupe avec 8 réalisation malgré le fait que son équipe soit éliminée en demi finale par Milan (2-1 au cumulé).
En 1974-1975, le Borussia remporte son troisième titre de champion et il est le meilleur buteur de la compétition avec 27 réalisations. Le club remporte également son premier trophée européen avec un succès en Coupe UEFA. Après un match aller soldé sur un 0-0 contre Twente, Heynckes, qui a manqué le match aller, marque un triplé au match retour gagné 5-1 à Enschede. Cette victoire fait de Gladbach le premier club allemand à remporter une Coupe UEFA. Une nouvelle fois il est le meilleur buteur de la compétition avec dix buts. Par ailleurs, en Coupe UEFA, il a inscrit au total 23 buts en 21 matchs, ce qui fait de lui le neuvième meilleur buteur et le seul membre du top dix à avoir un ratio de plus d'un but par match.
Après avoir gagné ce titre, l'entraineur Weisweiler quitte le Borussia pour Barcelone. Il est remplacé par Udo Lattek, avec qui Heynckes commencera plus tard sa carrière d'entraineur. Le Borussia remporte consécutivement les éditions 1975-1976 et 1976-1977 de Bundesliga, égalant ainsi le record du Bayern des trois titres consécutifs. En 1977, Gladbach atteint sa première final de Coupe des clubs champions européens. Dans l'édition précédente, il a terminé meilleur buteur avec 6 réalisation. En 1976-1977, il est moins prolifique, ne marquant qu'un seul but lors du premier tour contre le club d'Austria Wien. Le club s'incline en finale contre Liverpool 3-1 au Stadio Olimpico de Rome.
Lors de la saison 1977-1978 de Bundesliga, il inscrit 18 buts, donc 5 lors de la victoire record 12-0 contre le Borussia Dortmund la dernière journée du championnat. Mais ce n'est pas assez pour gagner le quatrième titre consécutif, remporté par le FC Köln à la différence de buts. En coupe européenne, il inscrit 4 buts, avant de se faire sortir par Liverpool en demi-finale. Dans cette compétition, il aura inscrit 51 buts en 64 matchs, soit un ratio de 0,8 but par match. Seul son compatriote Gerd Müller fait mieux (0,89).
Heynckes prend sa retraite en 1978 et commence à étudier pour devenir entraineur à la Deutsche Sporthochschule à Cologne. Durant sa carrière, il a remporté 4 titres de Bundesliga, une DFB-Pokal et une Coupe UEFA.

### A l'international
Heynckes fait 39 apparitions avec l'équipe d'Allemagne de l'Ouest et inscrit 14 buts.
Il débute en février 1967, à 21 ans, en match amical face au Maroc durant lequel il marque (5-1).
Il fait partie de l'équipe qui remporte le Championnat d'Europe en 1972, jouant 90 minutes lors de la finale remportée 3-0 face à l'Union soviétique. Il est nommé avec six coéquipiers dans l'équipe de la compétition.
Il fait également partie de l'équipe championne du monde en 1974, en Allemagne de l'Ouest. Malgré son excellente forme en club, il passe la majorité du temps sur le banc, en concurrence avec Gerd Müller, le meilleur buteur de l'équipe. Il est titulaire face au Chili et l'Australie, puis ne joue plus à cause d'une blessure. Ils gagnent leur deuxième Coupe du Monde en battant les Pays-Bas 2-1 au Olympiastadion de Munich.

## Carrière d'entraineur

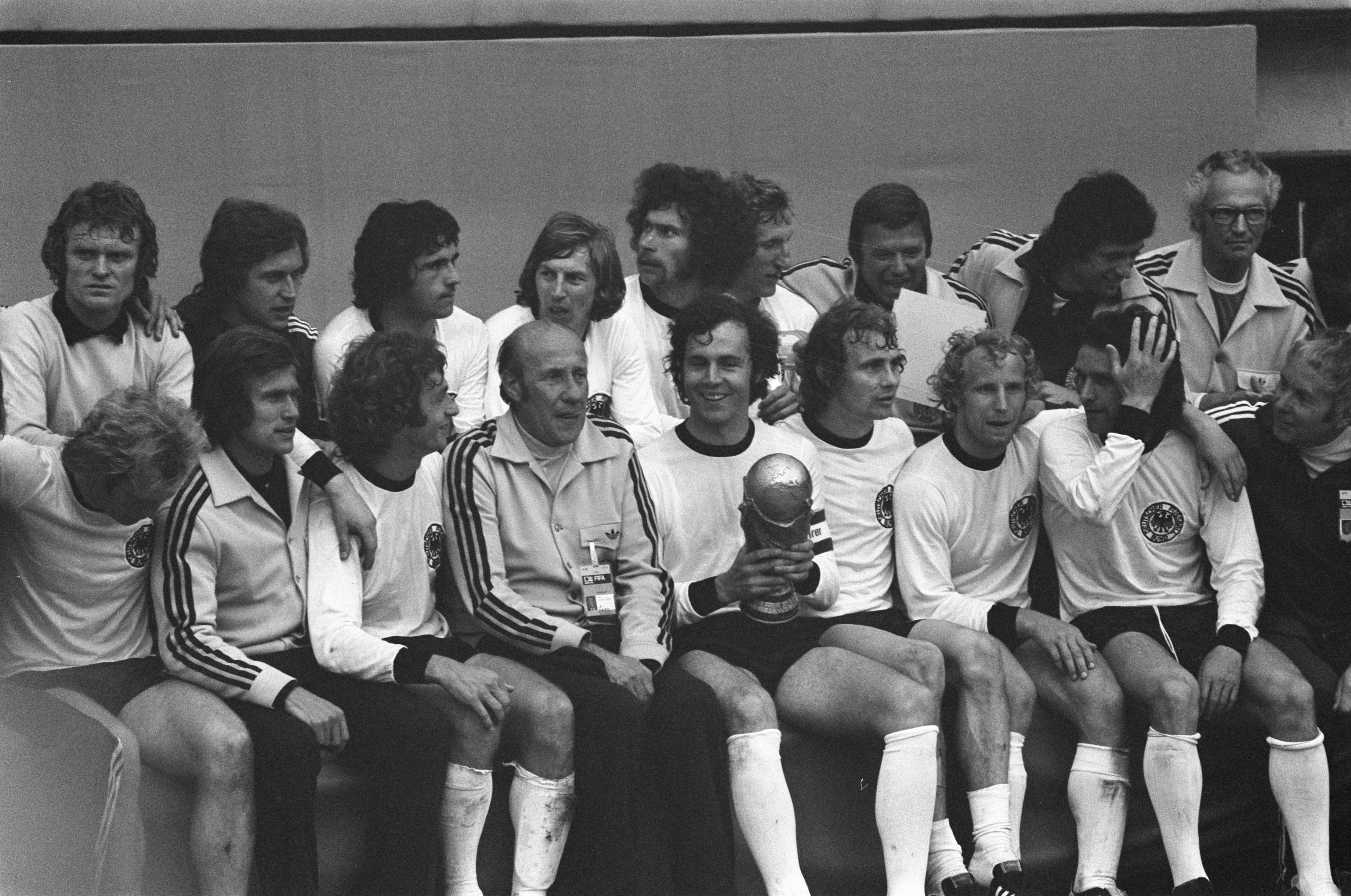
Finale de la Coupe du Monde de la FIFA 1974 à Munich, Allemagne de l'Ouest contre les Pays-Bas.

### 1979-1991

#### Borussia Mönchengladbach
Après sa carrière de joueur, Heynckes reste au Borussia Mönchengladbach pour encore huit années en tant que premier assistant, puis entraineur lorsqu'il succède à Udo Lattek. Il prend l'équipe en main à 34 ans le 1er juillet 1979. Durant la saison 1979-80, il emmène Mönchengladbach en finale de la Coupe UEFA où ils perdent face à l'Eintracht Frankfurt. Ils gagnent le match aller 3-2 mais perdent le retour 1-0. Ils terminent à la 7e place de la Bundesliga.
La saison 1980-81 débute par une défaite 2-1 contre le Fortuna Düsseldorf. Après avoir vaincu l'OSV Hannover, le TuS Langerwehe, le Bünder SV et l'Atlas Delmenhorst, ils s'effondrent contre le 1. FC Kaiserslautern en quart de finale de la DFB-Pokal. Leur 7e place en championnat l'année précédente les empêche de jouer l'Europe. Ils terminent cette saison à la 6e place.
La saison 1981-82 débute par une défaite 4-2 face au Werder Bremen le 8 aout 1981, puis ils réalisent une série de six matchs invaincus avec notamment une victoire 7-2 contre le SSV Dillenburg en DFB-Pokal. Une fois encore ils atteignent les quarts de finale de la compétition puis se font sortir par le 1. FC Nürnberg et terminent à la 7e place de la Bundesliga. En Coupe UEFA ils perdent au deuxième tour contre Dundee United après avoir sorti le 1. FC Magdeburg.
Mönchengladbach termine la saison 1982-83 à la 12e place, et pour la troisième année consécutive ils sont éliminés en quart de finale de la DFB-Pokal.
La saison 1983-84 se solde par une troisième place en Bundesliga, manquant le titre à la différence de but face au VfB Stuttgart (vainqueur) et au Hambourg SV (dauphin). Ils atteignent également la finale de la DFB-Pokal qu'ils perdent face au Bayern Munich au penalty.
Ils terminent la saison 1984-85 à la quatrième place, après avoir été éliminé au deuxième tour de la Coupe UEFA par Widzew Łódź et en demi finale de la DFB-Pokal par le Bayern Munich.
Mönchengladbach termine la saison 1985-86 à la quatrième place à nouveau. Lors du troisième tour de la Coupe UEFA ils battent le Real Madrid 5-1 au Rheinstadion, mais s'écroulent 4-0 au stade Santiago Bernabéu. Ils sont donc éliminés au but à l'extérieur. En 2013, Heynckes décrit cette soirée comme : "la pire nuit de ma carrière".
Durant sa dernière saison à la tête de l'équipe, Heynckes emmène le Borussia Mönchengladbach à la troisième place de la Bundesliga et en demi-finale de la Coupe UEFA. Malgré le fait qu'il n'ai pas gagné de trophée durant ce premier passage, un record qui lui vaut le surnom de "champion sans titres", il est nommé entraineur de Bayern Munich à l'été 1987 où il succède à nous à Udo Lattek.
Son bilan à la tête de l'équipe est de 169 victoires, 77 matchs nuls et 97 défaites.

#### Bayern Munich
Heynckes est entraineur du Bayern Munich du 1er juillet 1987 au 8 octobre 1991.
Lors de sa première saison, le Bayern remporte la DFB-Supercup en battant le Hamburger SV 2-1. Ils perdent le titre de 4 points face au Werder Bremen, et sont éliminés en quart de finale de la DFB-Pokal et de la Coupe Européenne.
Le Bayern remporte consécutivement les titres de Bundesliga lors des saisons 1988-89 et 1989-90. En 1988-89, ils sont éliminés en 16e de finale de la DFB Pokal et en demi finale de la Coupe UEFA. Ils commencent la saison 1989-90 avec une défaite 4-3 face au Borussia Dortmund en DFB-Supercup le 25 juillet 1989, puis ils remportent leur premier match de championnat le 29 juillet 1989 face au 1. FC Nürnberg (3-2). Ils sont éliminés de la DFB-Pokal en 16e de finale, et à nouveau en demi finale de la Coupe Européenne face à Milan.
Ils commencent la saison 1990-91 en remportant la DFB-Supercup le 31 juillet 1990 face au 1. FC Kauserslautern (4-1), puis ils sont éliminés en coupe d'Allemagne au premier tour le 4 août 1990. En coupe Européenne ils sont à nouveau éliminés en demi-finale par le Red Star Belgrad. Ils terminent deuxième de la Bundesliga.
Le Bayern commence la saison 1991-92 par un match nul 1-1 face au Werder Bremen. Ils se qualifient pour le second tour de la Coupe UEFA en éliminant Cork City (1-1 puis 2-0). Heynckes est viré le 4 octobre 1991, alors que son équipe n'a remporté que 4 des 12 matchs de Bundesliga joués. Son match final en tant qu'entraineur est une défaite à domicile 4-1 contre le Stuttgarter Kickers. Le Bayern est alors à la 12e place. L'équipe continue à perdre après son départ, terminant la saison à 5 points du premier relégable. Uli Hoeneß décrit lui-même sa décision de virer Heynckes comme "la plus grosse erreur de ma carrière".
Sous Heynckes, le Bayern a atteint les demi finale de la Coupe UEFA 1988-89 et des Coupes Européennes 1989-90 et 1990-91. Dans chaque campagne ils sont éliminés par l'équipe qui remporte ensuite la compétition.
Son bilan à la tête de l'équipe est de 113 victoire, 46 matchs nuls et 39 défaites.

### Entraineur en Espagne puis retour en Bundesliga

#### Athletic Bilbao
En 1992, il est nommé entraineur de l'Athletic Bilbao, devenant ainsi le troisième allemande à entrainer en Espagne après Hennes Weisweiler et Udo Lattek, tous les deux au FC Barcelone. Il est sur le banc pour son premier match le 5 septembre 1992 face à Cadiz. Il emmène l'équipe à la 8e place de la Liga, après avoir été éliminé au troisième tour de la Copa del Rey.
L'année suivante il emmène l'équipe à la cinquième place de la Liga qui les qualifie pour la Coupe UEFA. Ils sont éliminés au cinquième tour de la Copa del Rey. Son dernier match est une victoire 3-2 contre Tenerife.

#### Eintracht Frankfurt
Le 1er juillet 1994, Heynckes retourne entrainer en Allemagne à la tête de l'Eintracht Frankfurt, jusqu'au 2 avril 1995. Son premier match est une victoire 6-0 contre 1. SC Göttinger 05 lors du premier tour de la coupe d'Allemagne.
Son passage à l'Eintracht est un problème, et il part au clash avec les stars de l'équipe Anthony Yeboah, Jay-Jay Okocha et Maurizio Gaudino. En décembre 1994, les trois joueurs sont punis de séances d'entrainement supplémentaire. À cause de cela, les joueurs refusent de jouer le match suivant contre le Hamburger SV et sont suspendus indéfiniment par le club. Gaudino est alors prêté à Manchester City et Yeboah vendu à Leeds United en Janvier 1995. Okocha est autorisé à rejouer avec le club avant de partir pour le Fenerbahçe S.K. en 1996. Heynckes quitte le club le 2 avril 1995 après une défaite à domicile 3-0 face à Schalke 04, laissant l'équipe à la 13e place.
Son bilan est de 12 victoires, 10 matchs nuls et 12 défaites.

#### Tenerife et Real Madrid
En 1995, il retourne en Espagne pour entrainer Tenerife. Il remporte son premier match face à Seville le 2 septembre 1995. Sa première saison emmène l'équipe des Iles Canaries en Coupe UEFA après une 5e place en Liga. En Copa del Rey, ils sont éliminés en quart de finale par l'Atletico Madrid. La saison suivante, le club termine 9e de Liga et atteint les demi-finale de Coupe UEFA où ils sont battus par Schalke 04. En Copa del Rey, Tenerife est éliminé au quatrième tour contre le Real Betis.
En Juin 1997, Heynckes est engagé par le champion d'Espagne en titre : le Real Madrid. Son premier match est une défaite 2-1 lors du match aller de la Super Coupe d'Espagne face au FC Barcelone. Ils remportent la Super Coupe après avoir remporté le match retour 4-1. Le Real Madrid est éliminé de la Copa del Rey en 16e de finale. Cette année là, il remporte un de ses plus grands trophées en battant la Juventus 1-0 en finale de la Ligue des Champions, ramenant ainsi la coupe européenne à Madrid pour la première fois depuis 1966. Malgré cela, le manque de succès sur le plan national (4e de Liga à 11 points de Barcelone) lui vaut de ne pas être reconduit pour la saison suivante.

### Benfica puis retour à l'Athletic Bilbao
Après avoir été congédié du Real Madrid, Heynckes se coupe pendant une année du football puis rejoint le club portugais de Benfica pour la saison 1999-2000 en remplacement de Graeme Souness. Lors de sa seule saison pleine, Benfica termine 3e et est éliminé au troisième tour de la Coupe UEFA 8-1 au score cumulé face au Celta Vigo (7-0 à l'aller). En Coupe Portugaise, ils sont éliminés en 16e de finale.
Il devient très impopulaire auprès des fans lorsqu'il place João Pinto sur la liste des transferts et que l'icone et capitaine du club rejoint les rivaux de Lisbonne : le Sporting CP. Heynckes quitte le club par accord mutuel en Septembre 2000. Son dernier match est une victoire 2-1 contre Estrela Amadora le 17 septembre 2000, laissant le Benfica à la 7e place du championnat.
En 2001, Heynckes retourne à l'Athletic Bilbao. Durant la saison 2001-2002, le club termine 10e de Liga, manquant la qualification en Coupe UEFA d'un seul point et est éliminé en demi-finale de Copa del Rey. La saison suivante, ils terminent à la 7e place à nouveau à un point de la qualification en Coupe UEFA et sont éliminés au deuxième tour de la Copa del Rey.
En juin 2003, Heynckes quitte l'Athletic pour devenir entraineur à Schalke 04.

### 2003-07 Retour en Bundesliga

#### Schalke
En 2003, Heynckes retourne en Allemagne à Schalke 04. Il déclare : "Schalke est un endroit spéciale, pour beaucoup c'est comme un religion, pour moi c'est une position idéale.". Son premier match est une victoire 1-0 contre Dacia Chișinău le 19 juillet 2003 en Coupe Intertoto. Son premier match de coupe est un match nul 2-2 contre le Borussia Dortmund le 2 aout 2003. Ils sont éliminés au second tour de la coupe d'Allemagne par le SC Freiburg (7-3), et Schalke termine à la 7e place de la Bundesliga.
La saison 2004-2005 débute par une victoire 5-0 contre Vardar Skopje le 17 juillet 2004 en Coupe Intertoto. Schalke bat le Hertha BSC II au premier tour de la DFB-Pokal. Mais en championnat, Schalke commence la saison dans la zone de relégation après avoir perdu trois de ses quatre premiers matchs. Le 15 septembre 2004, Heynckes est remercié par Rudy Assauer.
Son bilan est de 28 victoires, 14 matchs nuls et 15 défaites.

#### Borussia Mönchengladbach
En mai 2006, Heynckes revient au Borussia Mönchengladbach.
Son premier match est une victoire 2-0 contre Energie Cottbus le 12 aout 2006. Son retour se passe bien, avec une 5e place à la fin de la 7e journée après avoir remporté chacun de ses quatre matchs d'ouverture. Il resigne le 31 janvier 2007, mais après 14 matchs de Bundesliga sans victoire le Borussia chute à la 17e place. L'entraineur a alors besoin de protection policière lors des matchs contre le VfL Bachum et Energie Cottbus. À son départ du Borussia, Heynckes refuse sa paie et rend sa voiture de fonction nettoyée et avec le plein fait. En mai 2013, alors qu'il retourne au Borussia-Park pour son dernier match en tant qu'entraineur en Bundesliga, il déclare : "C'est mon club. C'est là que j'ai commencé à 19 ans en tant que joueur professionnel, puis que j'ai travaillé en tant qu’entraîneur. Mönchengladbach est ma ville natale, j'ai passé 23 ans au club, donc ce ne sera pas un match normal pour moi.".
Après son départ, la situation du club ne s'améliore pas et le club est relégué en fin de saison, terminant dernier de Bundesliga.
Son bilan est de 5 victoire, 4 nuls et 12 défaites.

### 2009-13: Les dernières années

#### Bayern Munich
Après deux années sans entrainer, Heynckes sort de sa retraite en avril 2009 en devenant l’entraineur du Bayern Munich, remplaçant Jürgen Klinsmann. Le Bayern est alors en danger de rater la qualification pour la Ligue des Champions, mais ils terminent finalement deuxième de Bundesliga a deux points du VfL Wolfsburg. À l’arrivée de Heynckes, ils enchainent en effet 4 victoires (Borussia Mönchengladbach, Energie Cottbus, Bayer Leverkusen et VfB Stuttgart) et un match nul (1899 Hoffenheim) qui les sauve.

#### Bayer Leverkusen
Le 5 juin 2009 Heynckes signe un contrat de 2 ans pour devenir l’entraineur du Bayer Leverkusen.  Son premier match a lieu le 31 juillet 2009 avec une victoire 1-0 contre SV Babelsberg en coupe d’Allemagne. Leverkusen est éliminé au deuxième tour par Kaiserslautern. En championnat, l’équipe enchaine un record de 24 matchs sans défaite, en concurrence avec le Bayern Munich pour le titre. Ce record tombe en mars 2010 avec une défaite 3-2 contre 1. FC Nürnberg. S’enchaine alors une série noire, avec seulement 2 victoire en 9 matchs : l’équipe termine le championnat a la 4e place.
Leverkusen termine la saison 2010-2011 à la deuxième place du championnat derrière le Borussia Dortmund, ce qui les qualifie pour la première fois depuis 2005 en Ligue des Champions. C’est aussi le meilleur classement du club en championnat depuis la saison 2001-02. Ils sont une nouvelle fois sortis au deuxième tour en DFB-Pokal, et atteignent les 16e de finale de Ligue Europa.
Malgré ses succès, Heynckes décide de ne pas prolonger son contrat et quitte le Bayer Leverkusen à la fin de la saison pour rejoindre une nouvelle fois le Bayern Munich.
Le 25 mars 2011, il est annoncé que Heynckes remplacera Louis van Gaal en tant qu’entraineur du Bayern Munich pour la saison 2011-2012. À 66 ans, il est l’entraineur le plus âgé de Bundesliga. Il récupère alors une équipe qui a terminé 3e du championnat, trois points derrière son Bayer Leverkusen.
Son bilan est de 44 victoires, 26 nuls et 14 défaites.

#### 2011-13: Troisième passage au Bayern Munich

##### Saison 2011-2012
Son premier match au Bayern pour son retour est une victoire 3-0 face au Eintracht Braunschweig en premier tour de la DFB-Pokal. En championnat, ils débutent par une défaite surprise face au club formateur de Heynckes : le Borussia Mönchengladbach à l’Allianz Arena (0-1). Ils enchainent ensuite six victoires sans concéder de buts, ce qui les emmène en haut du classement. Dans toutes les compétitions, le Bayern réalise 12 clean sheets, dont 4 en Ligue des Champions. Cette bonne forme est rompue par une défaite 2-1 contre Hannover 96, suivie de défaites contre le Borussia Dortmund et Mainz 05. Dortmund, le champion de la saison précédente, prend la tête du championnat. Le Bayern reprendra la tête du classement en janvier et février, mais tombera face au Hamburger SV à la 20e journée. Dortmund reprend alors la première place et la conservera jusqu’au bout grâce à une série de 28 matchs sans défaite.
Le 17 mars 2012, Heynckes dispute son 600e match de Bundesliga en tant qu’entraineur avec une victoire 6-0 face au Hertha BSC. À ce jour, seul Otto Rehhagel à plus entrainé que lui dans le championnat allemand.
Après avoir terminé deuxième du championnat, le Bayern perd la finale de DFB-Pokal face au Borussia Dortmund (5-2).
Malgré ces déceptions sur le plan national, le Bayern d’Heynckes est qualifié en finale de Ligue des Champions en avril 2012 après avoir battu le Real Madrid aux penaltys. En finale, à l’Allianz Arena, ils affrontent le club anglais de Chelsea. Ils contrôlent le match, et ouvrent même la marque à la 83e minute, mais finissent par perdre au penaltys 4-3. Ce qui signifie que le Bayern a terminé second ou a perdu en finale toutes les compétitions jouées cette année là.

##### Saison 2012-2013
Le Bayern commence la saison 2012-13 par une victoire en DFL-Supercup 2-1 face au Borussia Dortmund. Ce résultat est significatif étant donné que les Bavarois ont perdu toutes leurs rencontres face au Borussia la saison précédente. La saison de championnat commence par huit victoire consécutives avant qu’ils subissent leur seule défaite de la saison face au Bayer Leverkusen. Le Bayern arrive à la trêve hivernale avec 9 points d’avance.
Le 16 juillet 2013, le Bayern annonce que l’ancien entraineur du FC Barcelone Pep Guardiola entrainera l’équipe à partir de juillet 2013. Uli Hoeneß admettra plus tard que ce n’était pas le choix d’Heynckes de quitter l’équipe en fin de saison et que le club a forcé pour avoir Guardiola sur le banc. La presse annonce en même temps que la nomination de Guardiola signe la retraite de Heynckes à la fin de son contrat, mais il dément en affirmant qu’il ne prendra aucune décision avant la fin de la saison.
Après la trêve hivernale le Bayern ne perd que 2 points sur toute la seconde partie du championnat avec notamment une belle série de 14 victoires consécutives. Ils sont champions le 6 avril 2013, ce qui représente un record de précocité. L’équipe bat de nombreux autres records durant cette saison comme : le plus de points en une saison (91), plus grand écart de points avec le dauphin (25), plus grand nombre de victoires (29), plus longue série de victoires (14), plus grand nombre de clean sheets (21), meilleure différence de buts (+80) et plus petit nombre de buts concédés (18). L’équipe marque dans tous les matchs et ne subit qu’une seule défaite.
Le 23 février 2013 Heynckes participe à son 1000e match de Bundesliga en tant que joueur ou entraineur, ce qui fait de lui le deuxième homme avec le plus d’apparition dans l’histoire de la Bundesliga. Le 14 mai 2013, il participe à un match qu’il décrit comme son dernier. Le hasard faisant bien les choses, c’est face au Borussia Mönchengladbach, son club formateur et le club de sa ville d’origine.
En Ligue des Champions, les Bavarois affrontent les favoris du FC Barcelone en demi finale qu’ils écrasent 7-0 au score cumulé pour atteindre une deuxième finale successive. Le match est perçu comme une performance physique et tactique montrant la supériorité du Bayern sur Barcelone. En finale, ils renversent 2-1 le Borussia Dortmund au Wembley Stadium, faisant de Heynckes le quatrième entraineur à remporter la compétition avec deux clubs différents (après Ernst Happel, Ottmar Hitzfeld et José Mourinho).
Le 1er juin 2013, il est à la tête du Bayern pour son dernier match qui sera la finale de la DFB-Pokal contre le VfB Stuttgart remporté 3-2. Le Bayern devient le premier club allemand à réaliser le triplé. Le capitaine de la sélection d’Allemagne de l’ouest Franz Beckenbauer, qui a mené le Bayern à trois victoires consécutives en coupe d’Europe, appellera le Bayern d’Heynckes : «la meilleure équipe du Bayern de tous les temps ». Cet avis est partagé par la légende du club Karl-Heinz Rummenigge.
Son bilan est de 83 victoires, 12 nuls et 14 défaites.
Par conséquent, il remporte le prix d’Entraineur de l’année 2013 de la FIFA devant Jürgen Klopp et Sir Alex Ferguson.
Le 4 juin 2013, Heynckes annonce qu’il n’entrainera pas durant la saison suivante. Le 21 juin dans une interview à Der Spiegel, il dit : « Après tous ce qui s’est passé ces deux dernières années, je suis prêt pour un peu de paix et de calme. Après ces succès, je pourrais aller dans n’importe quel club en Europe. J’ai un problème avec le fait de dire ‘jamais’. Mais je peux assurer que je n’ai pas l’intention d’entrainer à nouveau. J’ai eu une fin digne. » Il est remplacé par Pep Guardiola qui participe à son premier entrainement le 26 juin 2013.

### 2017-2018: Le retour

#### Quatrième passage au Bayern Munich
Le 6 octobre 2017, Heynckes est rappelé au Bayern Munich après le renvoi de Carlo Ancelotti, jusqu’à la fin de la saison 2017-18. L’équipe a été entrainée par Willy Sagnol lors du match contre le Hertha Berlin le 1er octobre. Il est officiellement nommé le 9 octobre, et débute par une victoire 5-0 contre Freiburg.
Le 4 avril 2018, Heynckes établit un nouveau record en Ligue des Champions de victoires consécutives avec une victoire contre Séville en match aller de quart de finale. Il dépasse ainsi le record de 10 victoires consécutives tenu par Louis van Gaal et Carlo Ancelotti.
Le président du Bayern Uli Hoeneß a répété à de nombreuses reprises en interview qu’il souhaitait que Heynckes reste pour la saison 2018-19, mais Heynckes annonce qu’il ne sera présent que jusqu’à la fin de la saison.
Il est sur le banc pour 26 matchs de Bundesliga, avec 22 victoires, 3 défaites et 1 match nul. En Ligue des champions, il dispute 10 matchs, avec 7 victoires, une défaite et 2 matchs nuls. Sa seule défaite est contre son ancien club du Real Madrid en demi-finale aller.

#### La retraite
Heynckes prend sa retraite à la fin de la saison 2017-18 après 1 265 matchs toutes compétitions confondues, dans 3 ligues différentes. Il a disputé 668 matchs de Bundesliga avec 5 clubs différents, avec un bilan de 343 victoires, 164 défaites et 161 matchs nuls. En Liga, c'est 200 matchs qu'il a passé sur le banc avec 3 clubs différents et un bilan de 79 victoires, 62 défaites et 59 matchs nuls. Il a aussi disputé 38 matchs en Primeira Liga avec Benfica pour 23 victoires, 8 défaites et 7 matchs nuls.

## Statistiques de carrière

### Joueur

#### En club
| Club                     | Saison            | Ligue             | Ligue | Ligue | Coupe | Coupe | Europe | Europe | Autres | Autres | Total | Total |
| Club                     | Saison            | Division          | App   | Buts  | App   | Buts  | App    | Buts   | App    | Buts   | App   | Buts  |
| ------------------------ | ----------------- | ----------------- | ----- | ----- | ----- | ----- | ------ | ------ | ------ | ------ | ----- | ----- |
| Borussia Mönchengladbach | 1964–65           | Regionalliga West | 26    | 23    | 0     | 0     | —      | —      | 6      | 6      | 31    | 29    |
| Borussia Mönchengladbach | 1965-66           | Bundesliga        | 27    | 12    | 2     | 0     | —      | —      | —      | —      | 29    | 12    |
| Borussia Mönchengladbach | 1966-67           | Bundesliga        | 30    | 15    | 1     | 0     | —      | —      | —      | —      | 31    | 15    |
| Borussia Mönchengladbach | Totals            | Totals            | 83    | 50    | 3     | 0     | —      | —      | 6      | 6      | 91    | 56    |
| Hannover 96              | 1967-68           | Bundesliga        | 29    | 10    | 1     | 0     | 1      | 0      | —      | —      | 31    | 10    |
| Hannover 96              | 1968-69           | Bundesliga        | 34    | 9     | 4     | 2     | 6      | 5      | —      | —      | 44    | 16    |
| Hannover 96              | 1969-70           | Bundesliga        | 23    | 6     | 1     | 2     | 2      | 1      | —      | —      | 26    | 9     |
| Hannover 96              | Totals            | Totals            | 86    | 25    | 6     | 4     | 9      | 6      | —      | —      | 101   | 35    |
| Borussia Mönchengladbach | 1970-71           | Bundesliga        | 33    | 19    | 6     | 2     | 4      | 2      | —      | —      | 43    | 23    |
| Borussia Mönchengladbach | 1971-72           | Bundesliga        | 31    | 19    | 5     | 2     | 4      | 1      | —      | —      | 40    | 22    |
| Borussia Mönchengladbach | 1972-73           | Bundesliga        | 33    | 28    | 9     | 7     | 11     | 13     |        |        | 53    | 48    |
| Borussia Mönchengladbach | 1973-74           | Bundesliga        | 33    | 30    | 3     | 2     | 7      | 8      | —      | —      | 43    | 40    |
| Borussia Mönchengladbach | 1974-75           | Bundesliga        | 31    | 27    | 2     | 4     | 10     | 11     | —      | —      | 43    | 42    |
| Borussia Mönchengladbach | 1975-76           | Bundesliga        | 24    | 12    | 4     | 1     | 6      | 6      | —      | —      | 34    | 19    |
| Borussia Mönchengladbach | 1976-77           | Bundesliga        | 20    | 15    | 0     | 0     | 7      | 1      |        |        | 27    | 16    |
| Borussia Mönchengladbach | 1977-78           | Bundesliga        | 21    | 18    | 0     | 0     | 6      | 4      | 0      | 0      | 27    | 22    |
| Borussia Mönchengladbach | Totals            | Totals            | 226   | 168   | 29    | 18    | 54     | 46     | 0      | 0      | 309   | 232   |
| Total en carrière        | Total en carrière | Total en carrière | 395   | 243   | 38    | 22    | 63     | 52     | 6      | 6      | 501   | 325   |

- 1. Inclus les playoffs de la promotion en Regionalliga, DFB-Ligapokal et la Coupe Intercontinale

#### A l'international
| Année | Apparitions | Buts |
| ----- | ----------- | ---- |
| 1967  | 2           | 2    |
| 1968  | 1           | 0    |
| 1969  | 3           | 0    |
| 1970  | 7           | 0    |
| 1971  | 6           | 0    |
| 1972  | 6           | 0    |
| 1973  | 6           | 3    |
| 1974  | 6           | 2    |
| 1975  | 5           | 4    |
| 1976  | 3           | 3    |
| Total | 39          | 14   |

### Entraîneur
| Equipe                   | Début            | Fin               | Statistiques | Statistiques | Statistiques | Statistiques | Statistiques | Statistiques |
| Equipe                   | Début            | Fin               | M            | V            | N            | D            | % Victoires  | Ref.         |
| ------------------------ | ---------------- | ----------------- | ------------ | ------------ | ------------ | ------------ | ------------ | ------------ |
| Borussia Mönchengladbach | 1er juillet 1979 | 30 juin 1987      | 343          | 169          | 77           | 97           | 49.27        | [ 1 ]        |
| Bayern Munich            | 1er juillet 1987 | 8 octobre 1991    | 198          | 113          | 46           | 39           | 57.07        | [ 2 ]        |
| Athletic Bilbao          | 1er juillet 1992 | 30 juin 1994      | 82           | 34           | 20           | 28           | 41.26        | ,            |
| Eintracht Frankfurt      | 1er juillet 1994 | 2 avril 1995      | 34           | 12           | 10           | 12           | 35.29        | [ 7 ]        |
| Tenerife                 | 1er juillet 1995 | 26 juin 1997      | 104          | 44           | 27           | 33           | 42.31        | ,            |
| Real Madrid              | 26 juin 1997     | 28 mai 1998       | 53           | 26           | 15           | 12           | 49.06        | ,            |
| Benfica                  | 1er juillet 1999 | 20 septembre 2000 | 48           | 27           | 8            | 13           | 56.25        | ,            |
| Athletic Bilbao          | 1er juillet 2001 | 17 juin 2003      | 86           | 36           | 22           | 28           | 41.86        | ,            |
| Schalke 04               | 17 juin 2003     | 15 septembre 2004 | 57           | 28           | 14           | 15           | 49.12        | [ 18 ]       |
| Borussia Mönchengladbach | 1er juillet 2006 | 31 janvier 2007   | 21           | 5            | 14           | 12           | 23.81        | [ 1 ]        |
| Bayern Munich            | 28 avril 2009    | 5 juin 2009       | 5            | 4            | 1            | 0            | 80.00        | [ 2 ]        |
| Bayer Leverkusen         | 5 juin 2009      | 30 juin 2011      | 84           | 44           | 26           | 14           | 52.38        | [ 19 ]       |
| Bayern Munich            | 1er juillet 2011 | 26 juin 2013      | 109          | 83           | 12           | 14           | 76.15        | [ 2 ]        |
| Bayern Munich            | 9 octobre 2017   | 30 juin 2018      | 41           | 32           | 4            | 5            | 78.05        | [ 2 ]        |
| Total                    | Total            | Total             | 1265         | 657          | 286          | 322          | 51.94        | -            |

## Palmarès

### Joueur
- Avec la RFA :
  - Vainqueur de la Coupe du monde 1974
  - Vainqueur de l'Euro 1972
- Avec le Borussia Mönchengladbach :
  - Championnat d'Allemagne :  1971, 1975, 1976 et 1977
  - Coupe d'Allemagne : 1973
  - Coupe UEFA : 1975
  - Finaliste de la Coupe d'Europe des Clubs Champions 1977
- Meilleur buteur de la Coupe des clubs champions : 1975-1976 avec 6 buts
- Meilleur buteur de la Coupe des Coupes 1973-1974 avec 8 buts
- Meilleur buteur de la Coupe UEFA 1972-73 avec 12 buts
- Meilleur buteur de la Coupe UEFA 1974-75 avec 11 buts
- Meilleur buteur du Championnat d'Allemagne en 1974 (30 buts) et 1975 (27 buts)

### Entraîneur
- Avec le Borussia Mönchengladbach :
  - Finaliste de la Coupe UEFA 1979-1980
- Avec le Bayern Munich :
  - Vainqueur de la Ligue des champions : 2013
  - Championnat d'Allemagne : 1989, 1990, 2013 et 2018
  - Coupe d'Allemagne : 2013
  - Finaliste de la Coupe d'Allemagne : 2018
  - Supercoupe d'Allemagne : 1987, 1990 et 2012
  - Finaliste de la Ligue des champions : 2012
- Avec le Real Madrid :
  - Vainqueur de la Ligue des champions 1998
  - Supercoupe d'Espagne : 1997
- Avec le Schalke 04 :
  - Coupe Intertoto : 2003 et 2004

### Distinctions personnelles
- Entraîneur :
  - Prix d'entraîneur de l'année FIFA : 2013
  - Entraîneur allemand de l'année : 2013, 2018
  - Onze d'or : 2013
  - Élu Manager de l'année par un jury de L'Équipe magazine : 2013
  - 25e meilleur entraîneur de tous les temps par France Football: 2019[20],[21],[22]